# Myroslav Slaboshpytskiy
Myroslav Slaboshpytskiy (em ucraniano:  Мирослав Слабошпицький) é um director, roteirista e produtor ucraniano, nascido em 17 de outubro de 1974 em Kiev.

## Biografia
Nascido em 1974 em Kiev, Myroslav Slaboshpytskiy estudou na área audiovisual no Instituto Nacional de Teatro e Artes de Kiev. Depois de se formar, ele encontrou um emprego nos estúdios de cinema Dovzhenko e, entretanto, na Lenfilm em São Petersburgo. Nesse período, ele escreveu roteiros de filmes para a TV, tendo Chernobyl Robinson recebido um prémio numa competição ucraniana. Em 2006, rodou a sua primeira curta-metragem The Incident (Жах), seleccionada em festivais em dezessete países.
A sua segunda curta Diagnosis (Діагноз) concorreu ao Urso de Ouro na Berlinale em 2009, e no ano seguinte o director foi novamente seleccionado para concorrer à Deafness (Глухота).
Depois do Nuclear Waste (Ядерні відходи) que ganhou o Silver Leopard no Locarno International Film Festival em 2012, graças ao apoio financeiro da Agência Estatal Ucraniana de Cinematografia e do Fundo Hubert Bals do Festival de Roterdão, ele ganhou vários prémios como o Grande Prémio da Semana da Crítica de Canes e o Prémio Revelação, e contou com o apoio da Fundação Gan para divulgação.